# Do you know M!LK?
『Do you know M!LK?』（ドゥユーノウミルク）は、ひかりTVで2022年2月26日から3月12日 毎週土曜 21:30 - 21:59にレギュラー放送されていたバラエティ番組である。

## 出演者
- M!LK（佐野勇斗、塩﨑太智、曽野舜太、山中柔太朗、吉田仁人）

### ゲスト
- タイムマシーン3号（山本浩司、関太）

## スタッフ
- エグゼクティブプロデューサー：田中智則
- チーフプロデューサー：草山広丞、豊田夏実
- プロデューサー：小澤尚子、高良美咲、小網啓之
- ディレクター：畑中亮太、佛田桜彩、辻下晄
- アシスタントディレクター：高田瑞希、窪田藍
- 撮影：遠山眞史、宮川康一
- 編集：本間満久
- MA・音効：長浜麻衣子
- 制作協力：allfuz、UNITED PRODUCTIONS
- 製作・著作：ひかりTV